# Boel Dirck Boelens

Wapen van Boel Dirck Boelens.

Boel Dirck Boelens (ca. 1430 - Amsterdam, 1 oktober 1483) was een schepen en burgemeester van Amsterdam. In de periode van 1447 tot 1454 was hij drie keer burgemeester.

## Geschiedenis
Uit een oorkonde uit 1450 blijkt dat Boel Dirck Boelens schepen was in Amsterdam. Onder zijn ambtstermijn werd tussen Amsterdam en Deventer de schulduitsluitingsgrond ongedaan gemaakt.
Boel Dirck Boelens stierf op 1 oktober 1483 en ligt in een van de oudste graven van de Oude Kerk begraven, in de Buitenlandvaarderskapel nummer 62. Hij had een belangrijke
positie ingenomen binnen de stad. Zijn familie vormde samen met de familie Heijnen het zogenaamde Heijnen-Boelen Maagschap. Stichter van deze maagschap was Claes Heijn Claesenszn woonachtig in de Kalverstraat. De families Heijnen en Boelens zouden zich later in heel Europa verspreiden.